# Parafia Świętego Krzyża w Kobylnicy
Parafia Świętego Krzyża – rzymskokatolicka parafia znajdująca się we wsi Kobylnica, w gminie Swarzędz, w powiecie poznańskim. należy do dekanatu swarzędzkiego.